# Карата, Эрика
Эрика Карата (яп. 唐田 えりか Карата Эрика, 19 сентября 1997 года, Кимицу) — японская модель и актриса. Карьеру модели начала в 2014 году, а с 2017 года совмещает ее с актёрством. Известна по ролям в фильме «Асако 1 и 2» и сериале Хроники Асдала.

## Карьера
Карата попала в поле зрения модельного агентства, когда на втором году учёбы в старшей школы подрабатывала в фермерском тематическом парке. Она начала карьеру модели и впервые снялась в музыкальном клипе «Divine» группы Girls’ Generation. За этим последовала небольшая роль в сериале «Любовь по голосу» и появление в рекламе для Sony Financial Holdings.
В 2017 году Карата подписала с BH Entertainment контракт для продвижения в Южной Корее и снялась в рекламе LG, а также в клипе «Emptiness» исполнителя Naul. В 2018 году она исполнила главную роль в японском фильме режиссёра Рюсукэ Хамагути «Асако 1 и 2», за что получила приз Йокогамского кинофестиваля как лучшая начинающая актриса.
Из-за скандала вокруг отношений с женатым актёром Масахиро Хигасидэ, с которым они вместе снимались в «Асако 1 и 2», Карата выбыла из сериала «Молитвы в отделении скорой помощи». Две серии сериала 100-moji Idea Drama o Shita!, в создании которых она участвовала не только как актриса, но и как сценарист, были сняты с эфира.

## Фильмография
| Год  |     | Русское название                  | Оригинальное название          | Роль             |
| ---- | --- | --------------------------------- | ------------------------------ | ---------------- |
| 2016 | с   | Любовь по голосу                  | こえ恋                         | Рэйна Мидорикава |
| 2017 | с   | Коты в одеялках                   | ブランケット・キャッツ         | Сакура           |
| 2018 | с   | Эй, ты готова?!                   | 覚悟はいいかそこの女子。       | Мисоно Мива      |
| 2018 | с   | Смертельный поцелуй               | トドメの接吻                   | Марин Аота       |
| 2018 | ф   | Асако 1 и 2                       | 寝ても覚めても                 | Асако Идзумия    |
| 2019 | с   |                                   | 小夏日和                       | Конацу           |
| 2019 | с   | Хроники Асдала                    | 아스달 연대기                  | Карика           |
| 2019 | ф   | Девушка XXI века                  | 21世紀の女の子                 |                  |
| 2019 | ф   | Чирлидеры!                        | チア男子!!                     | Сакура Такаги    |
| 2019 | ф   | Друг по крови                     | 血ぃともだち                   | Маки Ватабэ      |
| 2020 | с   |                                   | ハラスメントゲーム             | Хацуми Кано      |
| 2020 | с   | Молитвы в отделении скорой помощи | 病室で念仏を唱えないでください | Миюки Коямаути   |
| 2020 | с   |                                   | 金魚姫                         | Аю               |
| 2022 | ф   |                                   | の方へ、流れる                 | Сатоми           |
| 2023 | кор |                                   | 真夜中のキッス                 | Юи               |
| 2023 | ф   |                                   | 朝がくるとむなしくなる         | Нодзоми          |

## Награды
| Награды и номинации       | Награды и номинации | Награды и номинации       | Награды и номинации | Награды и номинации |
| Награда                   | Год                 | Категория                 | Фильм               | Итог                |
| ------------------------- | ------------------- | ------------------------- | ------------------- | ------------------- |
| Йокогамский кинофестиваль | 2019                | Лучшая начинающая актриса | Асако 1 и 2         | Победа              |